# オルリーのサンバ
「オルリーのサンバ」（葡：Samba de Orly）は、1970年、ブラジルの音楽家・シコ・ブアルキ、トッキーニョ、ヴィニシウス・ヂ・モライスの共作によるボサノヴァの歌曲である。
作詞はシコ・ブアルキによるとされる。ブラジルに軍事政権が成立すると、シコはこれに反抗して1969年にヨーロッパへ亡命。亡命中のシコをブラジルから訪ねてきた友人（トッキーニョ）が、リオデジャネイロへの帰国の途につく際、シコがフランス・パリのオルリー空港で見送ることになる。歌詞の内容は、その時にシコが友人に託した言葉ということになっている。
軍事独裁政権を批判する「プロテスト・ソング」の一つとされる。